# John Elphinstone
Ne doit pas être confondu avec John Elphinstone, 13e lord Elphinstone.
Pour les articles homonymes, voir Elphinstone.
John Elphinstone est un officier de la marine anglais, né le 1er janvier 1722 à Sanday, décédé le 28 février 1785 à Londres. Il est issu d'une ancienne famille d’Écosse qui jouit depuis 1509 du titre de pair, et qui a fourni à l'Angleterre plusieurs amiraux. 

## Officier de marine mercenaire de l'Empire russe de 1768 à 1771
L'expérimenté et prudent commandant de vaisseaux de ligne, John Elphinstone est débauché ou soudoyé pour passer en 1768, au service de l'Empire russe. Catherine II au début de la guerre russo-turque, lui octroie le commandement de l'arrière-garde de l'escadre en préparation pour la Méditerranée orientale, avec le grade de contre-amiral ou rear admiral et une belle rente annuelle à percevoir. Cette escadre limitée à neuf vaisseaux de ligne et comportant 710 canons quitte Saint-Pétersbourg en septembre 1769.
Il se signale, d'abord à l'entrée du golfe de Napoli de Romanie le 27 et 28 mai 1770 où son arrière garde russe, composée de trois vaisseaux de ligne, deux frégates et quatre navires marchands armés est débusquée par une furtive escadre turque du sultan ottoman Mustapha. Si l'arrière garde russe est prise sélectivement à part, et par surprise, cet engagement bref se termine par quelques tirs de bordée et diverses manœuvres aléatoires de désencerclement, mettant en fuite les agresseurs. Il effectue diverses missions de contact ou de prises d'informations avec les insurgés grecs, promus alliés de l'Impératrice, mais écrasés début juin 1770 à Navarin par les mercenaires albanais des Ottomans. Son arrière-garde est évidemment intégrée à l'ensemble de la flotte russe qui prend part à la destruction intégrale de la grande flotte turque de Kapudan Pacha Hosameddine, comportant 1300 canons, d'abord le 5 juillet 1770 au mouillage dans le détroit de Chios, puis dans la baie de Tchesmé, ultime refuge des pourchassés le 6 juillet 1770. S'estimant mal récompensé de ces conseils et services par les frères Orlov, les comtes Alexeï et Fiodor Orlov, commandant l'expédition russe qui s'approprient le succès de l'audacieuse expédition militaire, il renonce à ses engagements avant la fin de la guerre et rentre en 1771 au Royaume-Uni, sa patrie.